# الأسلحة في مصر القديمة

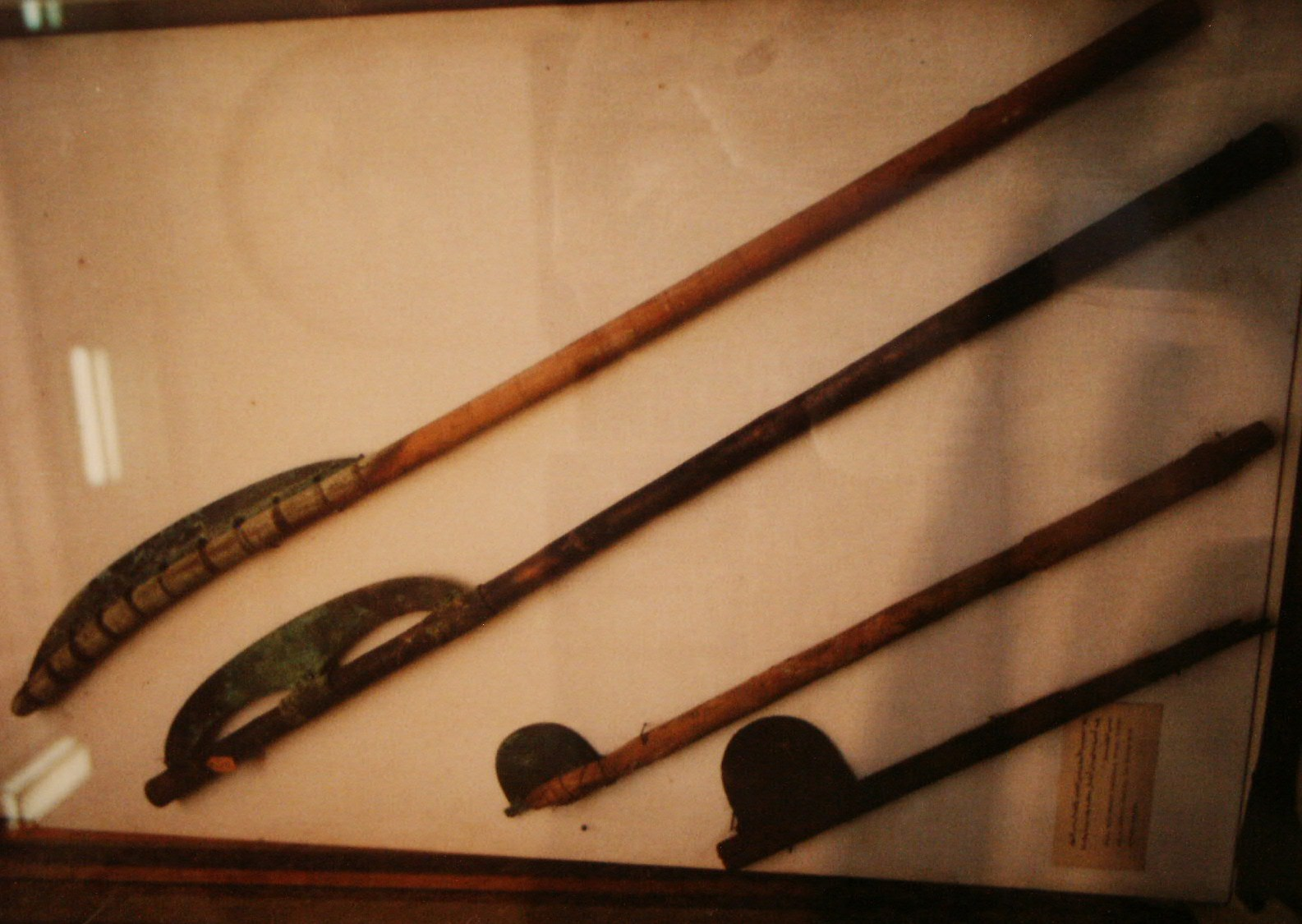
السيوف والفؤوس البرونزية المصرية القديمة في المتحف المصري بالقاهرة

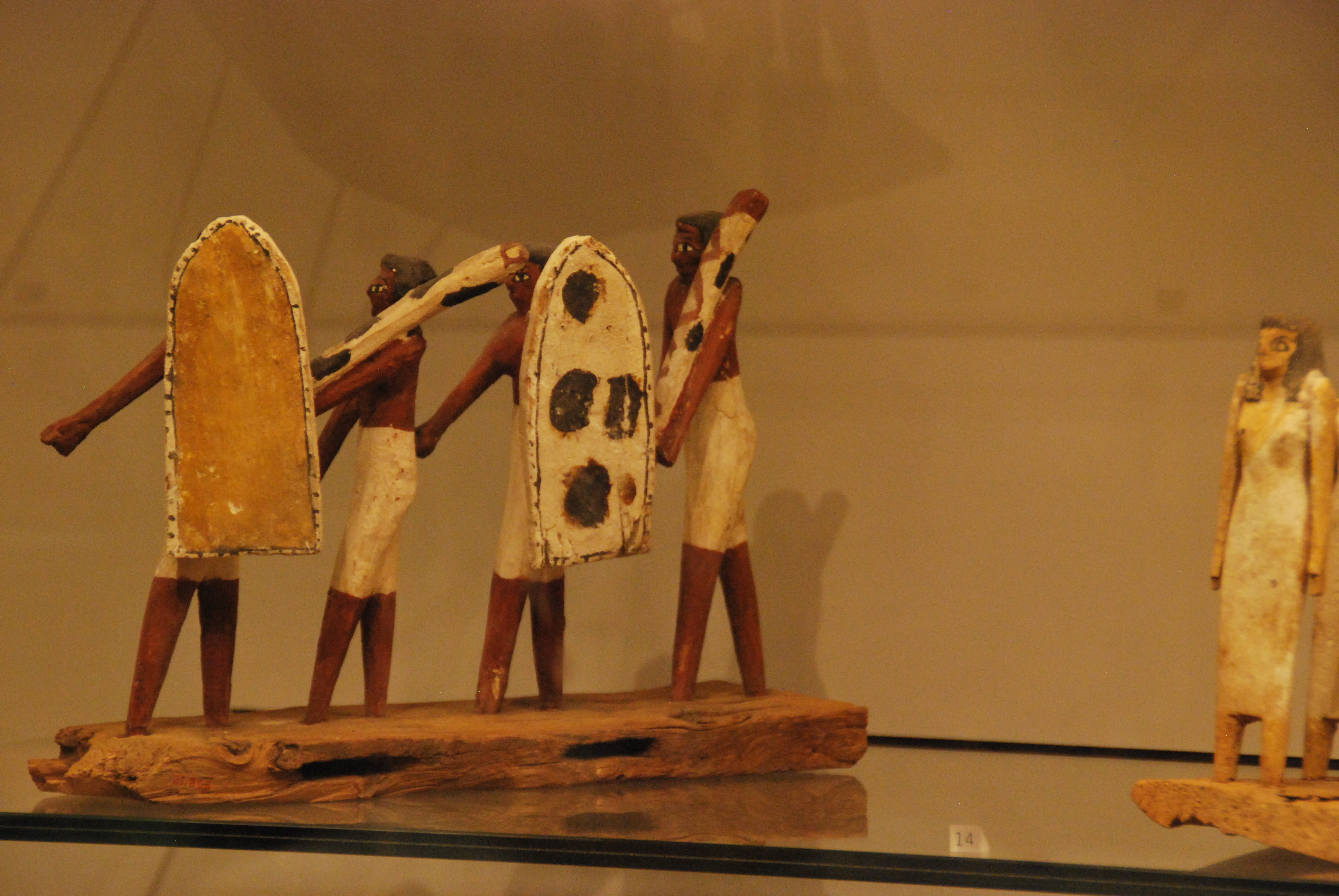
نماذج جنائزية من جيش المملكة المصرية الوسطى

غالبًا ما يتم تخيل الجيش المصري القديم في الأفلام الحديثة ووسائل الإعلام الأخرى كقوة قتالية منضبطة ومدججة بالسلاح ومجهزة بأسلحة قوية. ومع ذلك، فإن هذا الوصف ينطبق فقط على الجيش المصري في الإمبراطورية المصرية (1550-1077 قبل الميلاد)، وبدرجة أقل، جيش المملكة المصرية الوسطى (2055-1650 قبل الميلاد)، عندما كانت أول قوة مسلحة محترفة تم إنشاؤه بواسطة أمنمحات الأول (1991-1962 قبل الميلاد). قبل هذا الوقت، كان الجيش يتألف من مجندين من مناطق مختلفة (مقاطعات) تم تجنيدهم من قبل حكامهم (الأمراء). على الرغم من أن هذا الجيش المبكر كان بالتأكيد فعالًا بما يكفي لغرضه، إلا أنه لم يكن مجموعة من الجنود المحترفين مجهزين بأسلحة أكثر فاعلية. تلاحظ عالمة المصريات هيلين سترودويك:
 كان جنود المملكتين القديمة والوسطى غير مجهزين إلى حد ما. كان التطور الوحيد في الأسلحة منذ عصور ما قبل الأسرات هو استبدال شفرات الصوان بأخرى من النحاس. 
تطور السلاح في مصر القديمة استجابة لضرورته. كانت الأقواس والسكاكين والفؤوس المبكرة من عصر ما قبل الأسرات (حوالي 6000 - 3150 قبل الميلاد) عبر المملكة القديمة (2686-2181 قبل الميلاد) كافية لإخماد التمردات المحلية أو قهر الجيران على الحدود، الذين كانوا مسلحين بالمثل ولكنهم لم يكونوا أكثر كفاءة. عندما وسعت مصر نفوذها في جميع أنحاء المناطق المجاورة ودخلت في صراع مع دول أخرى، احتاجوا إلى إجراء عدد من التعديلات؛ كان أحد هؤلاء في الأسلحة.

## الأسلحة المصرية المبكرة

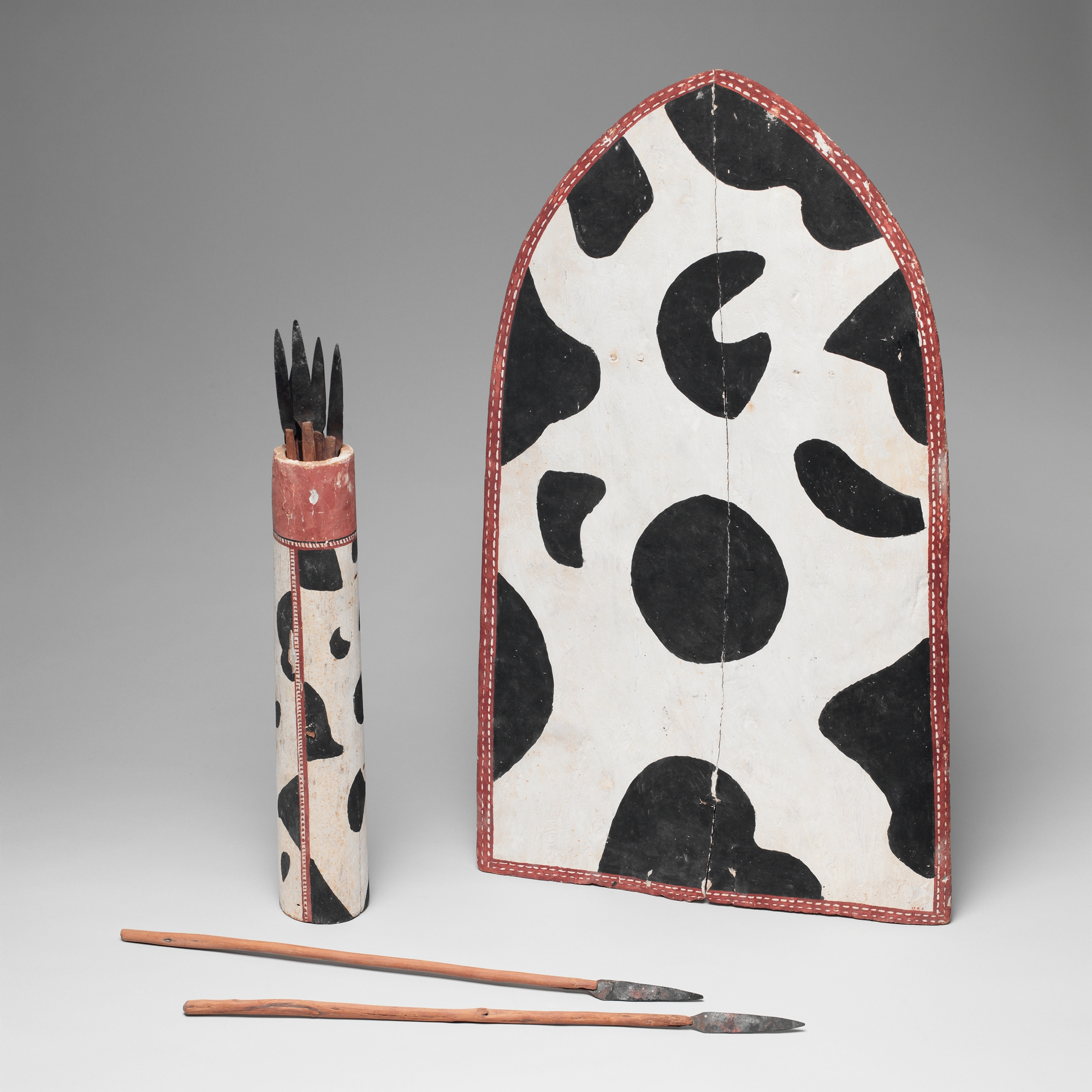
مجسم خشبي من مدينة أسيوط بمصر يصور درع ورماح

في عصر الأسر المصرية المبكرة (حوالي 3150 - 2686 قبل الميلاد)، كانت الأسلحة العسكرية تتألف من الصولجان والخناجر والرماح. تم تطوير الرمح من قبل الصيادين خلال عصر ما قبل الأسرات ولم يتغير إلا قليلاً، باستثناء الخناجر، تغير الطرف من الصوان إلى النحاس. ومع ذلك، يبدو أن غالبية رؤوس الرمح والسهام من المملكة المصرية القديمة كانت إلى حد كبير من الصوان. كان الجندي المصري يحمل رمحًا وخنجرًا، ودرعًا مصنوعًا على الأرجح من جلد الحيوانات أو ورق البردي المنسوج.

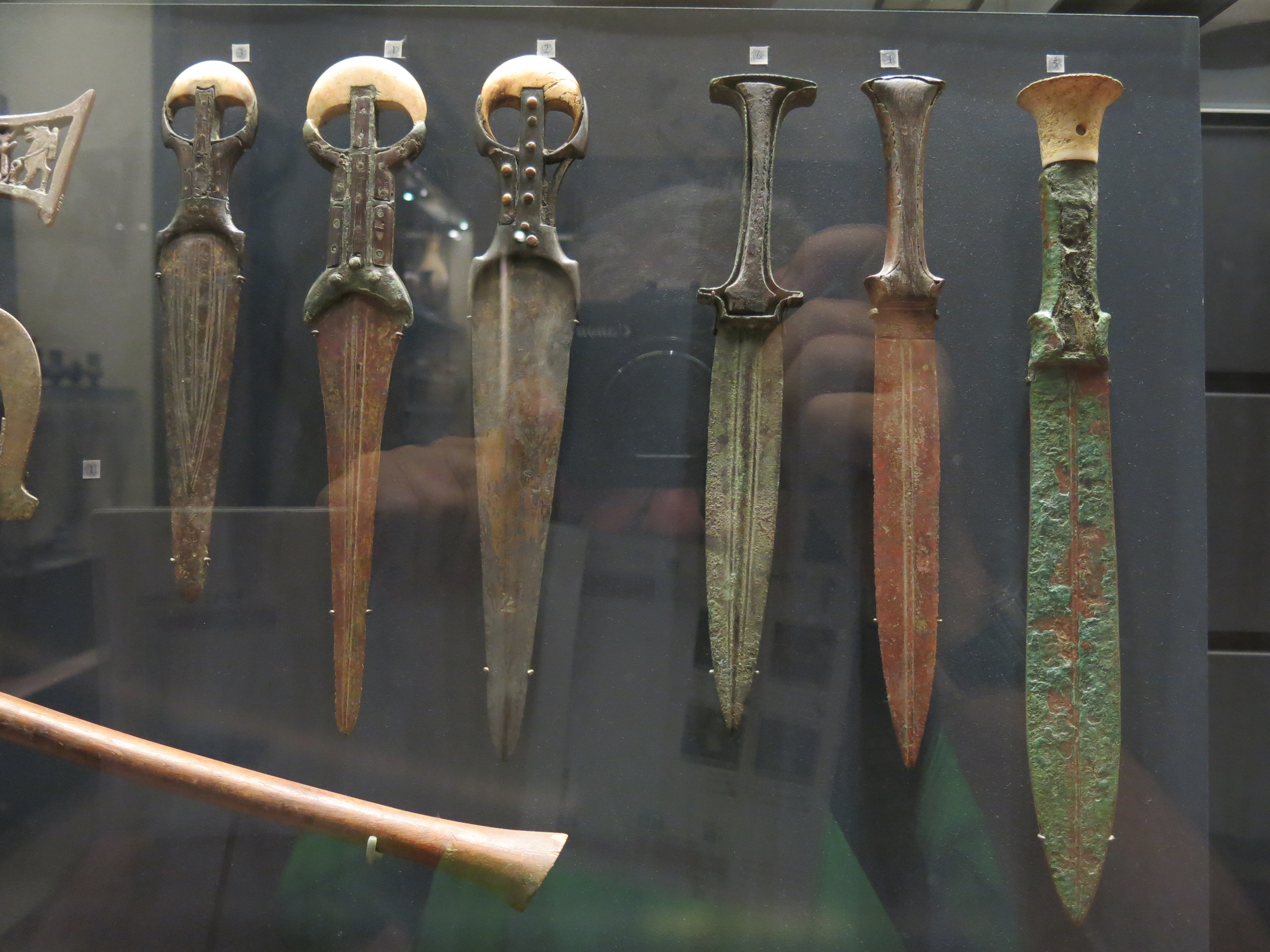
خناجر مصرية قديمة من متحف اللوفر بباريس، فرنسا

تم استكمال هذه الأسلحة خلال المملكة القديمة من قبل الرماة الذين استخدموا قوسًا بسيطًا ذو قوس واحد مع سهام من القصب وصوان أو أطراف نحاسية. كان من الصعب رسم هذه الأقواس، وكانت فعالة فقط من مسافة قريبة، وحتى ذلك الحين، لم تكن دقيقة للغاية. تم اختيار الرماة، مثل بقية الجيش، من الفلاحين من الطبقة الدنيا ولم تكن لديهم خبرة كبيرة في الصيد. تصف عالمة المصريات مارغريت بونسون جيش المملكة القديمة:

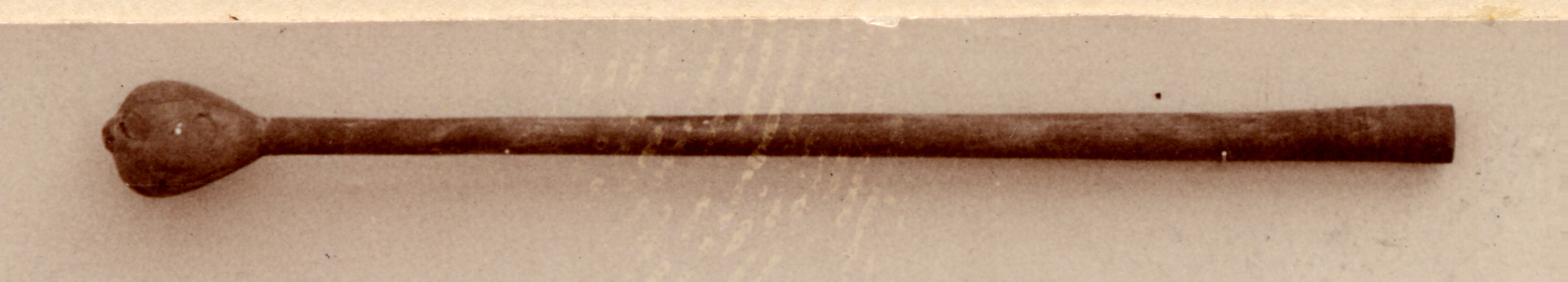
نموذج صولجان

 تم تصوير جنود المملكة القديمة على أنهم يرتدون قبعات جماجم ويحملون طواطم عشيرة أو مقاطعة. استخدموا الصولجان برؤوس خشبية أو رؤوس حجرية على شكل كمثرى. كانت الأقواس والسهام من العتاد القياسي، مع رؤوس سهام صوان مربعة الشكل وجعشات جلدية. بعض الدروع المصنوعة من الجلود كانت مستخدمة ولكن ليس بشكل عام. كان معظم الجنود حفاة، يرتدون التنانير البسيطة، أو عراة.
لم تبدأ الأسلحة والجيش بشكل عام في التطور بشكل ملحوظ حتى المملكة المصرية الوسطى. عندما انهارت الحكومة المركزية للمملكة القديمة، بدأت العصر المعروف باسم الفترة الانتقالية الأولى لمصر (2181 - 2055 قبل الميلاد) حيث كان للأمراء الفرديين سلطة أكبر من الملك. هؤلاء الأمراء ما زالوا يرسلون المجندين إلى الحكومة عندما يُطلب منهم ولكنهم أحرار في ممارسة سلطتهم الخاصة وتمديدها خارج مناطقهم إذا رغبوا في ذلك.
هذا بالضبط ما حدث عندما رفع منتوحتب الثاني ملك طيبة (حوالي 2061-2010 قبل الميلاد) مدينته من مجرد مكان آخر في مصر إلى عاصمة البلاد. هزم منتوحتب الثاني الحزب الحاكم في هيراكليوبوليس حوالي 2055 قبل الميلاد ووحدت البلاد تحت حكم طيبة.

## جيش المملكة الوسطى

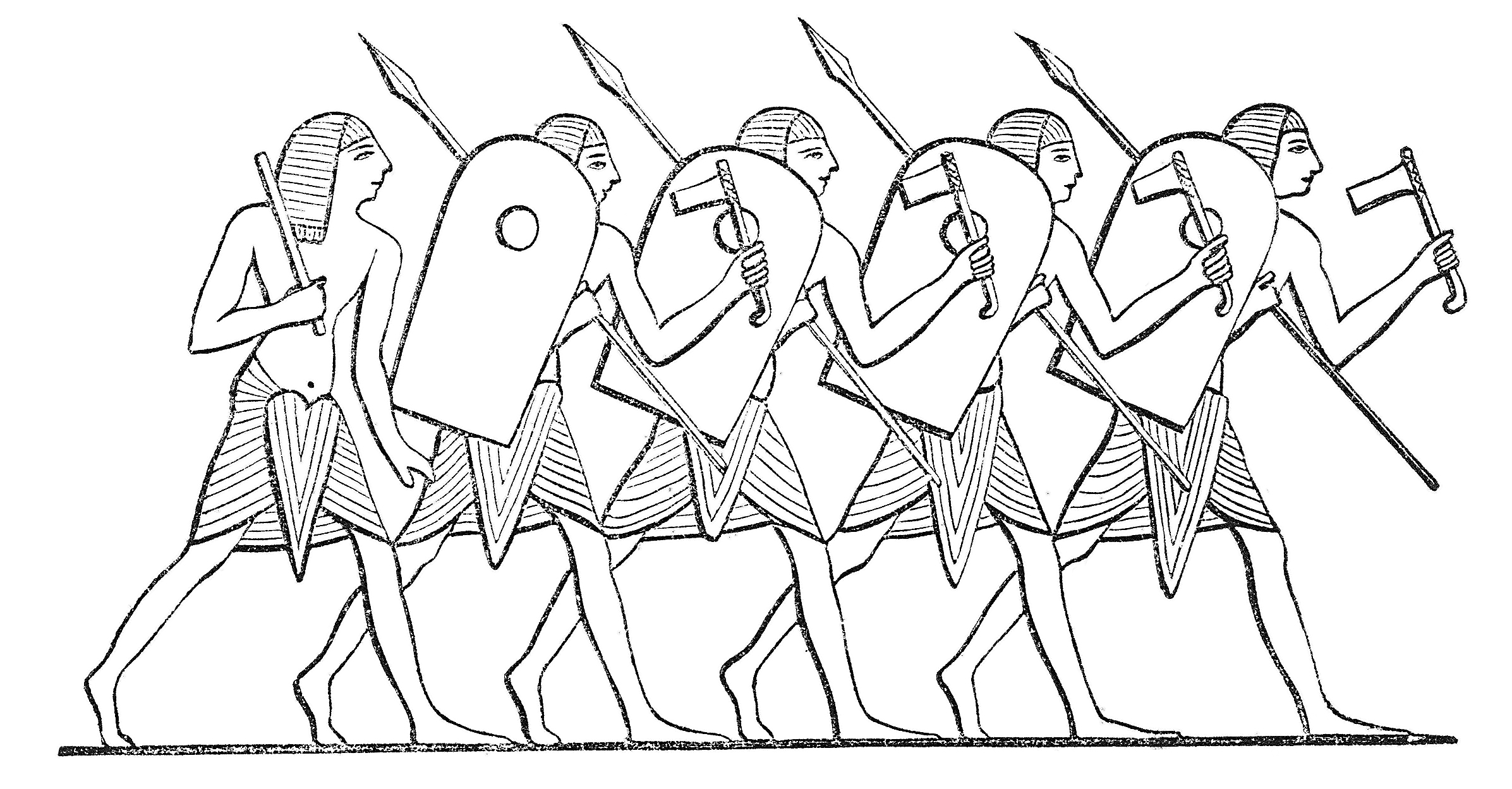
رسم توضيحي للجيش المصري القديم يرتدي دروع وتنورات ويحمل فؤوس ورماح

بدأ منتوحتب الثاني المملكة الوسطى من خلال القوة العسكرية، لكن أمنمحات الأول هو الذي نظم أول قوة قتالية محترفة. كما في العصور السابقة، كان هؤلاء الجنود مجهزين بأسلحة كافية لغرضهم لكنهم كانوا لا يزالون بعيدين عما سيصبحون عليه في النهاية. يصف سترودويك قوات المملكة الوسطى:

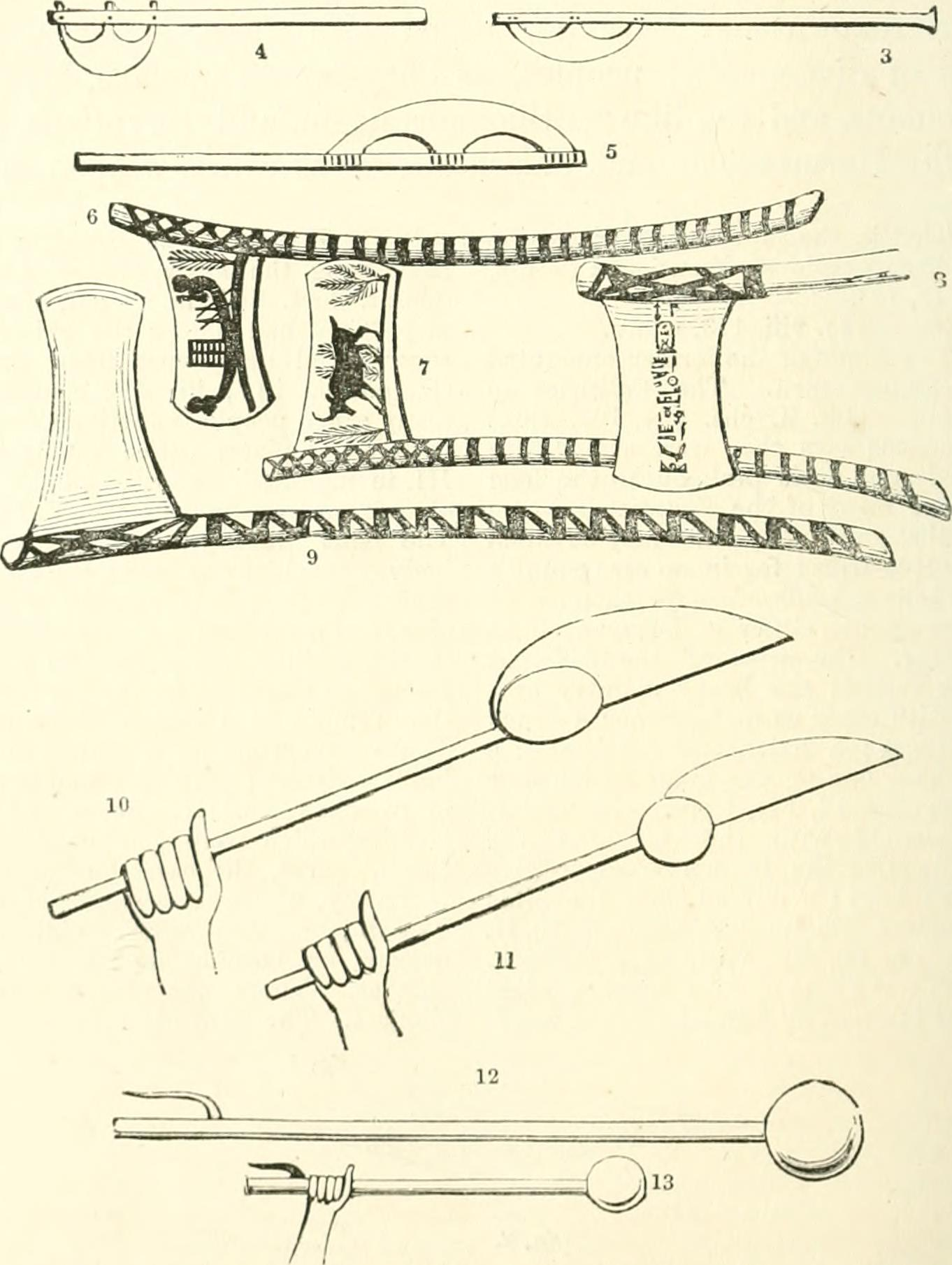
رسم توضيحي لأنواع مختلفة من الأسلحة المصرية القديمة من فأس وسيف وصولجان ومنجل

 حمل المشاة الثقيل دروعًا خشبية وجلدية ورماحًا وسيوفًا برأس نحاسي. كان المشاة الخفيفون مسلحين بالأقواس والسهام البدائية المصنوعة من سبائك البرونز وأعمدة القصب. لم يكن لدى القوات خوذات واقية ولا دروع. 
لا يزال الرماة في هذه الفترة يستخدمون نفس القوس المفرد ونفس النوع من الأسهم، محمولة في جعبة طويلة متدلية من الخلف بواسطة حزام. كانت الخناجر عبارة عن شفرات نحاسية مثبتة على مقابض وكان السيف مجرد خنجر طويل. نظرًا لأن الشفرات كانت مثبتة على المقابض، فبدلاً من إلقاء السلاح كقطعة واحدة، لم تكن قوية. يمكن لضربة واحدة قوية من الخصم أن تنزع السيف من يده.
الأسلحة الأخرى المستخدمة في ذلك الوقت كانت الفأس والرمح. كان فأس التقطيع عبارة عن عمود خشبي طويل بشفرة نحاسية هلالية مثبتة في شق في أحد طرفيه. سيتم استخدام السلاح بيدين في حركة متأرجحة، مثل المنجل تقريبًا، تتحرك من جانب إلى آخر. كان سيف المملكة الوسطى سيثبت عدم فعاليته إلى حد ما ضد هذا السلاح.
على الرغم من أنه لا يبدو أن الجنود كانوا يرتدون دروعًا في هذا الوقت، إلا أنهم كانوا يرتدون ملابس واقية على شكل قمصان وتنورات جلدية. لم تكن هذه لتوفر الكثير من الحماية ضد وابل من الأسهم أو فأس التقطيع ولكن ربما كانت أفضل من لا شيء. كان من المفترض أن يتم تجهيز الجندي النموذجي في الميدان بسيف ودرع ورمح، وربما خنجر للقتال عن كثب. كان من الطبيعي أن يحمل الرماة قوسهم وسهامهم وربما خنجرًا.
كان هذا هو جيش سنوسرت الثالث (1878-1860 قبل الميلاد)، الذي يُعتبر أعظم ملوك العصر وأقوى محارب. أصبح سنوسرت الثالث أساس الأساطير اللاحقة للملك العظيم سيسوستريس الذي، وفقًا للكاتب اليوناني ديودور الصقلي، غزا العالم المعروف في عصره. بالطبع، لم يفعل سنوسرت الثالث مثل هذا الشيء، لكنه قام بتوسيع الأراضي المصرية من خلال العديد من الحملات العسكرية وحكم بشكل فعال لدرجة أن عهده كان مسؤولاً إلى حد كبير عن سمعة المملكة الوسطى الدائمة باعتبارها «العصر الذهبي». ومع ذلك، فإن كل هذه الأسلحة والجيش نفسه سيتغيران بشكل جذري قريبًا من خلال حدث لم يكن بوسع المصريين في المملكة الوسطى أن يتخيلوه على الإطلاق.

## الهكسوس والسلاح المصري

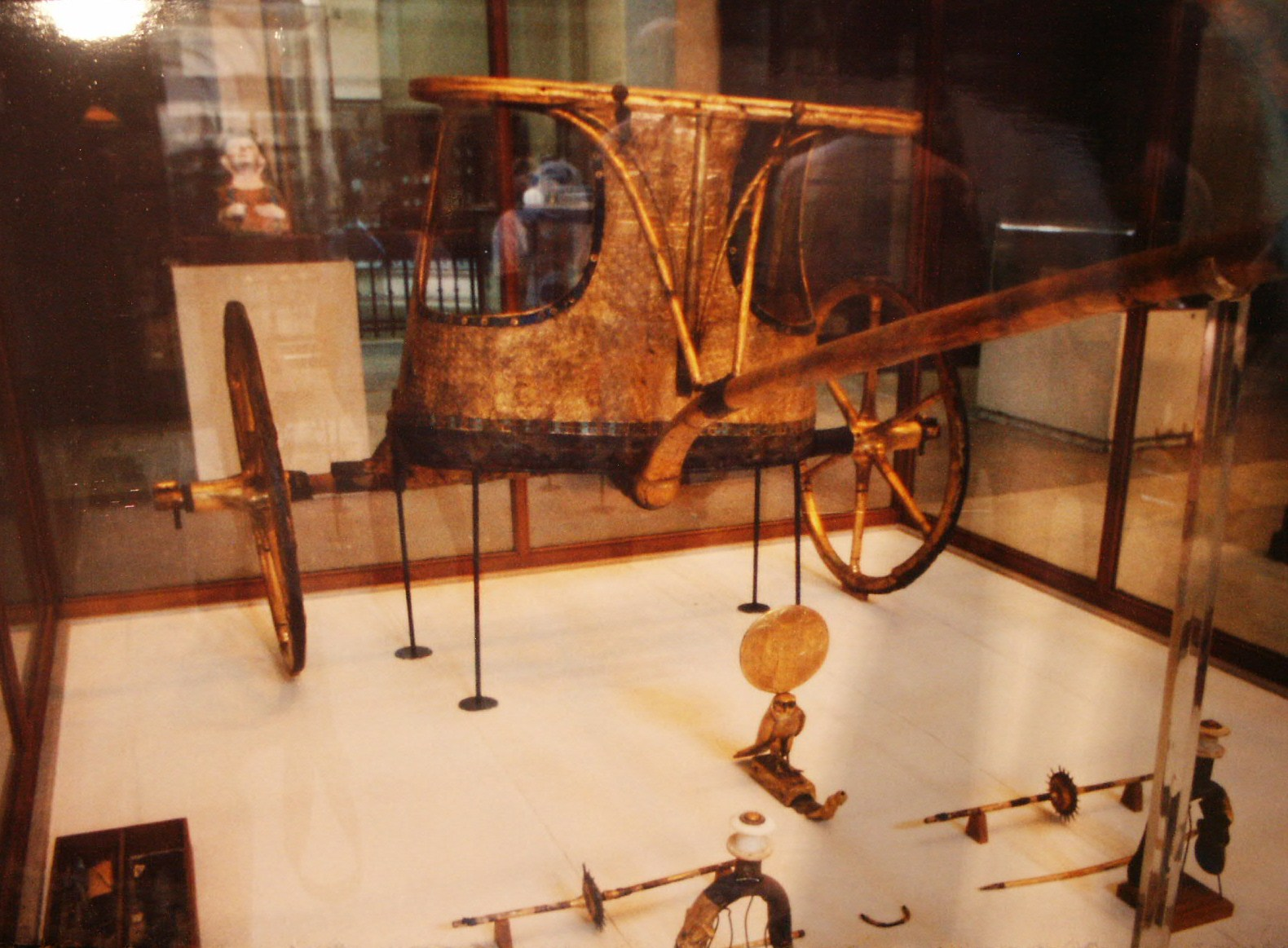
عربة توت عنخ آمون الحربية في المتحف المصرى بالقاهرة

تعتبر المملكة الوسطى «العصر الكلاسيكي» للثقافة والتاريخ المصريين، ولكن في النهاية، أصبحت الحكومة المركزية ضعيفة ومشتتة بسبب الصعوبات التي واجهتها. سُمح للأشخاص المعروفين باسم الهكسوس، والذين ربما كانوا يتاجرون مع مصر لبعض الوقت، بالحصول على موطئ قدم دائم في مصر السفلى في مدينة أفاريس وسرعان ما أصبحوا أقوياء بما يكفي لفرض إرادتهم من خلال الإجراءات السياسية والعسكرية.

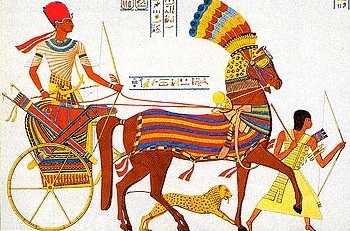
عربة يجرها الخيل

لم تشهد مصر شيئًا مثل الهكسوس من قبل، وكان الكتاب اللاحقون يشيرون بشكل روتيني إلى هذا العصر (المعروف باسم الفترة الانتقالية الثانية لمصر، حوالي 1650-1550 قبل الميلاد) باسم «غزو الهكسوس»، وهو مصطلح لا يزال مستخدمًا حتى يومنا هذا. لم يكن هناك أبدًا غزو للهكسوس، وتركز الادعاءات على عكس ذلك باستمرار على الدعاية من المملكة المصرية الحديثة في مصر أو نسخة مانيتون المبالغ فيها بشكل كبير للأحداث كما ورد عفي يوسيفوس فلافيوس. بينما كان هناك بالتأكيد نزاع مسلح بين الهكسوس والمصريين، لا يوجد دليل أثري ولا دليل نصي قوي على مستوى الدمار والذبح الذي ينسبه كتبة الدولة الحديثة بانتظام إلى الهكسوس.

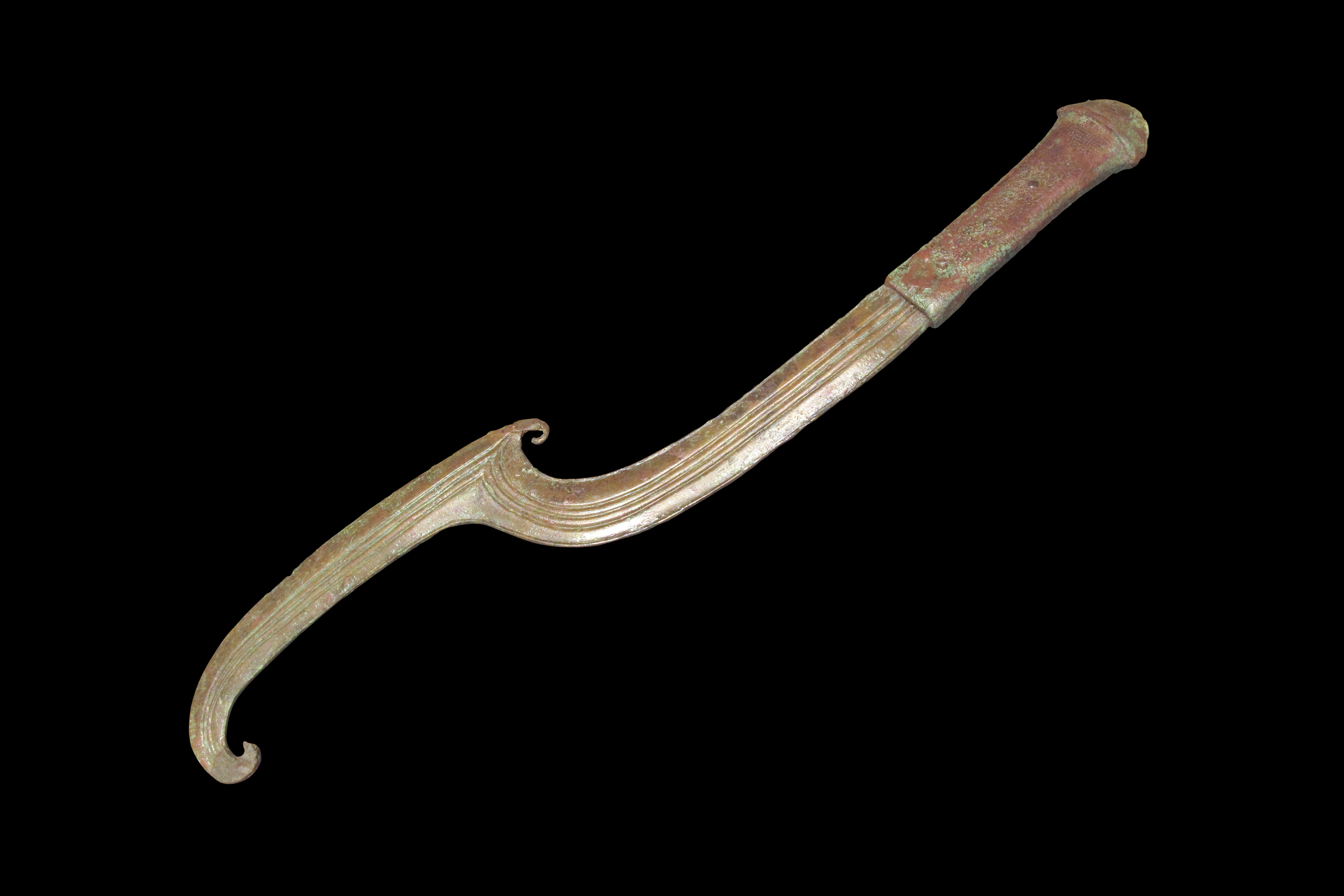
خوبيش

ومع ذلك، هناك أدلة كثيرة على أن الهكسوس قد حسّنوا الثقافة المصرية بعدد من الطرق المهمة، ولا سيما من خلال الأسلحة. قبل وصول الهكسوس، لم يكن لدى المصريين أي معرفة بالحصان أو العربة التي تجرها الخيول، وكانوا لا يزالون يستخدمون القوس ذي القوس الواحد وكانوا مجهزين بالسيوف التي لم تكن موثوقة دائمًا في معركة ضارية. تصف عالمة المصريات باربرا واترسون مساهمات الهكسوس في الأسلحة المصرية:
 الهكسوس، وهم من غرب آسيا، جعلوا المصريين على اتصال مع شعوب وثقافة تلك المنطقة كما لم يحدث من قبل وقدموهم إلى عربة الحرب التي تجرها الخيول؛ إلى القوس المركب المصنوع من الخشب المقوى بشرائط من العصب والقرن، وهو سلاح أكثر مرونة بمدى أكبر من القوس البسيط؛ إلى سيف على شكل سيف، يسمى خوبيش، وخنجر من البرونز بشفرة ضيقة مصبوبة في قطعة واحدة مع التانغ. طور المصريون هذا السلاح إلى سيف قصير. 
كان سيف خوبيش (يُعرف أيضًا باسم خبيش) مصبوبًا بالكامل من البرونز، ثم جُرح المقبض بالجلد والقماش وزُخرف بشفرات أغلى ثمناً. كان هذا السيف المنحني أكثر فاعلية من أي سيف استخدمه المصريون في الماضي. عربة الحرب، التي يقودها رماة القوس المركب الجديد والجعبة الكبيرة المرفقة بالجانب، ستثبت أنها واحدة من أهم الأصول العسكرية في مصر، وفأس المعركة، المصنوع من البرونز المرتبط بالحفرة، كان أكثر فعالية بكثير من الصوان أو الفؤوس النحاسية المربوطة بأعمدة خشبية في الماضي. ربما يكون فأس التقطيع هو السلاح الوحيد الذي لم تستطع تقنية الهكسوس تحسينه.

## جيش الإمبراطورية المصرية
لقد فعل الهكسوس أكثر بكثير من مجرد تزويد المصريين بأسلحة أفضل. أعطوهم سببًا لاستخدامها. لم تكن مصر محكومة من قبل قوة أجنبية من قبل، ولكن خلال الفترة الانتقالية الثانية، سيطر الهكسوس على موانئ مصر السفلى ومساحة كبيرة من الأراضي في المنطقة بينما تمكن النوبيون من التوسع في مصر العليا وإنشاء تحصينات هناك . فقط طيبة في مصر العليا، بين هاتين القوتين الأجنبيتين، حكمها المصريون حتى طرد أحمس الأول ملك طيبة (حوالي 1550-1525 قبل الميلاد) الهكسوس من البلاد، وهزم النوبيين، ووحد مصر تحت حكمه، وأطلق العنان لحكم المملكة الحديثة.
ومن المثير للاهتمام، أن الحفريات في موقع أفاريس كشفت عن أسلحة كل من الهكسوس والقوات المصرية من هجوم أحمس الأول. تُظهر هذه الاكتشافات أن شفرات الهكسوس أصبحت أقل شأناً ليس فقط من المصريين ولكن من عملهم السابق. يبدو أنه بحلول هذا الوقت، كان الهكسوس يصنعون الأسلحة إلى حد كبير للاستخدام الاحتفالي، وليس للاستخدام العملي. يلاحظ عالم المصريات جانين بوريو:
 كانت فؤوس وخناجر المعركة من الطبقة D / 3 من النحاس غير المخلوط، في حين أن الأسلحة من الطبقات السابقة كانت مصنوعة من القصدير البرونزي، والتي أنتجت سلاحًا ذو حافة طليعة أعلى بكثير ... في المقابل، كانت أسلحة نفس الفترة من مصر العليا مصنوعة من البرونز القصدير وهذا من شأنه أن يمنح الطيبيين ميزة واضحة في القتال اليدوي. 
لقد استخدم أحمس هذه الأسلحة بفعالية ضد كل من الهكسوس والنوبيين لتأمين مصر، ثم شرع في حملة غزو استمر خلفاؤه. كان ملوك الدولة الحديثة مصممين على أنه لن تكتسب دولة أجنبية مثل هذه القوة مرة أخرى في مصر، وبالتالي وسعوا حدود البلاد لتوفير منطقة عازلة نمت بعد ذلك إلى الإمبراطورية المصرية. توسعت حملات أحمس الأول من خلال تلك التي قام بها تحتمس الثالث (1458-1425 قبل الميلاد) بشكل مطرد في أراضي مصر، والتي نمت بعد ذلك أكثر في عهد الملوك المصريين اللاحقين. عندما واجه الجيش خصومًا جددًا، تعلموا منهم كما يوضح سترودويك:
 بحلول عصر الدولة الحديثة، بدأ الجيش المصري في تبني الأسلحة والمعدات المتفوقة لأعدائه - السوريين والحيثيين. أصبح القوس المثلث، والخوذة، والسترات المتسلسلة، وسيف خوبيش من القضايا المعتادة. وبالمثل، تحسنت جودة البرونز حيث جرب المصريون نسبًا مختلفة من القصدير والنحاس. 
كانت أسلحة الجيش المصري الآن مختلفة تمامًا عن أسلحة المملكة القديمة وكذلك كان الجيش نفسه. يكتب بونسون:
 لم يعد الجيش كونفدرالية للضرائب، بل كان قوة عسكرية من الدرجة الأولى ... منظم في فرق، قوات عربة ومشاة على حد سواء. بلغ عدد كل فرقة حوالي 5000 رجل. حملت هذه التقسيمات أسماء الآلهة الرئيسية للأمة. 
على عكس الجيش الأول الذي خاض المعركة تحت رايات مقاطعاتهم وعشائرهم، حارب جيش المملكة الحديثة من أجل رفاهية البلد بأكمله، حاملاً معايير الآلهة العالمية في مصر. كان الملك هو القائد العام للقوات المسلحة مع وزيره ومرؤوسيه الذين يتعاملون مع خطوط الإمداد والتموين. كانت فرق المركبات، التي ركب فيها الملك، تحت إمرته مباشرة ومقسمة إلى أسراب مع قبطانها. كانت هناك أيضًا قوات مرتزقة، مثل المدجاي، الذين عملوا كقوات صدمة.

## أسلحة الحديد والانحدار
كانت الدروع في بدايات الدولة الحديثة تُصنع من الخشب المغطى بجلد الحيوانات، وظلت السيوف من القصدير البرونزي حتى بعد معركة قادش عام 1274 قبل الميلاد بين المصريين تحت حكم رمسيس الثاني (1279-1213 قبل الميلاد) ومواتالي الثاني (1295-1272 قبل الميلاد) ملك الحيثيين. كانت هذه المشاركة هي الحملة التي افتخر بها رمسيس الثاني والنصر الذي أعلنه من خلال النقوش والآثار وقصيدة بنتاور والنشرة الشهيرة التي تروي الانتصار. استنتج العلماء المعاصرون أن المعركة كانت بمثابة تعادل أكثر من انتصار لأي من الجانبين، لكن كلاً من المصريين وخصومهم الحثيين يزعمون أنهم انتصروا في اليوم.
أسفرت معركة قادش عن أول معاهدة سلام في العالم في عام 1258 قبل الميلاد بين رمسيس الثاني وخاتوشيلي الثالث، خليفة مواتالي الثاني. يشرح عالم المصريات جاكوبوس فان ديك العلاقة الجديدة التي تشكلت فيما بعد بين القوتين:
 نتيجة لاتفاقية السلام مع الحيثيين، تم توظيف حرفيين متخصصين أرسلهم العدو السابق لمصر في ورش ترسانة بيراميسي لتعليم المصريين أحدث تقنيات الأسلحة، بما في ذلك تصنيع الدروع الحيثية المرغوبة. 
هذه الدروع، مثل السيوف والدروع الحيثية، كانت مصنوعة من الحديد، وأصبحت مدينة بر رمسيس مركزًا صناعيًا مهمًا لتصنيع الأسلحة.
ومع ذلك، لا يمكن صنع هذه الأسلحة الحديدية بكميات كبيرة. تتطلب صناعة الحديد الفحم من الخشب المحترق، ولم يكن لدى مصر سوى القليل من الأشجار. دخلت مصر ما يسمى بالعصر الحديدي الثاني في عام حوالي 1000 قبل الميلاد لكنهم ما زالوا غير قادرين على توليد عدد الأسلحة الحديدية التي يحتاجونها لتجهيز الجيش بأكمله. هزم خليفة رمسيس الثاني، مرنبتاح (1213-1203 قبل الميلاد) القوات المشتركة لليبيين وشعوب البحر باستخدام سيف القصدير البرونزي القصدير كما فعل رمسيس الثالث (1186-1155 قبل الميلاد) في المعركة النهائية بين شعوب البحر ومصر.
رمسيس الثالث هو آخر ملك فعال للمملكة الحديثة. على الرغم من أن الجيش المصري كان لديه أسلحة حديدية بحلول حوالي 1000 قبل الميلاد، عربات حربية كبيرة، وقوة مدربة تدريباً احترافياً ، كان الجيش فعالاً فقط مثل أولئك الذين قادوا. مع تراجع المملكة الحديثة ، تبع الجيش حذوه ، وعلى الرغم من وجود ملوك لامعين حكموا في كل من الفترة الانتقالية الثالثة والعصر المتأخر من مصر القديمة، إلا أنهم لم يعودوا ، في الغالب ، لديهم الموارد أو المهارة بشكل فعال. نشر الجيش في الميدان.